# فيدريكو كاستيلوتشيو
فيدريكو كاستيلوتشيو (بالإنجليزية: Federico Castelluccio)‏ هو رسام وممثل أمريكي، ولد في 29 أبريل 1964 بنابولي في إيطاليا.

## أعمال

### أفلام
- (2006) دليل لإدراك قديسيك
- (2009) النمر الوردي 2[5][6]

### مسلسلات
- آل سوبرانو

## وصلات خارجية
- فيدريكو كاستيلوتشيو على موقع IMDb (الإنجليزية)
- فيدريكو كاستيلوتشيو على موقع روتن توميتوز (الإنجليزية)
- فيدريكو كاستيلوتشيو على موقع ألو سيني (الفرنسية)
- فيدريكو كاستيلوتشيو على موقع أول موفي (الإنجليزية)
- فيدريكو كاستيلوتشيو على موقع قاعدة بيانات الأفلام السويدية (السويدية)
- فيدريكو كاستيلوتشيو على موقع إن إن دي بي (الإنجليزية)
- فيدريكو كاستيلوتشيو على موقع قاعدة بيانات الفيلم (الإنجليزية)
- فيدريكو كاستيلوتشيو على موقع كينوبويسك (الروسية)